# Contrato de depósito
El contrato de depósito es un contrato mediante el cual el depositante cede la tenencia de una cosa al depositario para que se encargue de custodiarla, debiendo este restituirla cuando el depositante la reclame. Es un contrato real, bilateral imperfecto, gratuito, de derecho de gentes, de buena fe y no traslativo de dominio ni de posesión (pues el mero uso de la res deposita se tiene por hurto).

## Clases de depósito

### Según el origen del depósito
La legislación puede distinguir distintos contratos de depósito según los países.

#### Legislación en España
El propio Código Civil de España distingue entre depósito extrajudicial y depósito judicial (Art. 1759 del C.c):
- Depósito extrajudicial: 
  - Depósito voluntario (Art 1763 del C.c): El depósito se hace por voluntad del depositante y autorizado por el depositador.
  - Depósito necesario (Art 1781 del C.c): El depósito se hace en cumplimiento de una obligación legal o cuando tiene lugar con ocasión de alguna calamidad como incendio, ruina, saqueo, naufragio u otras semejantes.
- Depósito judicial (Art 1785 del C.c): También denominado secuestro, es el depósito que se hace por embargo o aseguramiento de bienes litigiosos.

#### Legislación en México
En México, el código civil establece que el contrato de depósito puede ser convencional o judicial.
Es convencional cuando los litigantes depositan el bien litigioso en poder de un tercero que se obliga a entregarlo, concluido el pleito, al que tenga derecho a él, conforme a la sentencia o en su caso al laudo arbitral o al acuerdo transaccional de las partes; mientras que el secuestro judicial es un acto jurídico plurilateral en el que intervienen, la parte de la voluntad de la ley que lo fundamente la de la autoridad que lo ordena, la del actuario que lo practica y la del depositario que acepta desempeñarlo y se rige por las disposiciones relativas del código de procedimientos civiles.

#### Legislación en Argentina
El Artículo 1356 del Código Civil y Comercial de la Nación de Argentina, define el depósito cuando una parte se obliga a recibir de otra una cosa con la obligación de custodiarla y restituirla con sus frutos.
Este tipo de contrato se presume oneroso.
En los artículos 1367 al 1375 inclusive, se disponen las clases de depósito (depósito irregular y depósito necesario/regular).

#### Legislación en Chile
El Artículo 2211 del Código Civil de Chile define al depósito en general,  como el contrato en que se confía una cosa corporal a una persona que se encarga de guardarla y de restituirla en especie. 
La cosa depositada -de acuerdo al mismo artículo- se llama depósito, y se perfecciona con la entrega de la cosa. 
Se distingue entre A) Depósito propiamente dicho, el que puede ser -propio o -necesario (artículos 2215 al 2248 del C.c) y B) Secuestro.
- Depósito propiamente dicho: Se distingue entre:
  - Depósito voluntario (Art 2215 del C.C): Contrato en que una de las partes entrega a la otra una cosa corporal y mueble para que la guarde y la restituya en especie a voluntad del depositante.**
  - Depósito necesario (Art 2236 del C.C): El depósito propiamente dicho se llama necesario cuando la elección de depositario no depende de la libre voluntad del depositante, como en el caso de alguna calamidad como incendio, ruina, saqueo u otra semejante.**
- Secuestro (Art 2249 del C.C): Es el depósito de una cosa que se disputan dos o más individuos, en manos de otro que debe restituirla al que obtenga una decisión a su favor.   El depositario en este caso, se llama secuestre.

### Clasificación según el objeto del depósito
- Depósito regular: Tiene por objeto las cosas no consumibles, lo que implica que el depositario debe devolver al depositante la misma cosa que fue depositada.
- Depósito irregular: Tiene por objeto las cosas consumibles, lo que implica que el depositario debe devolver al depositante una cantidad de la misma especie y calidad (conocido en terminología jurídica como tantundem). En Chile toma el nombre de Contrato de Mutuo.

Un caso especial es aquel en que se entregan cosas consumibles que pueden identificarse o individualizarse, como, por ejemplo, cuando se entrega dinero dentro de un sobre cerrado. En este supuesto el depósito se considerará regular, debiendo el depositario devolver la misma cosa que se le entregó.

## Efectos del contrato de depósito

### Obligaciones del depositario
Son principalmente dos:
- Obligación de custodia: Esta obligación se da en un gran número de contratos, pero es esencial para el contrato de depósito. Implica guardar y conservar en buen estado la cosa objeto del depósito. En los contratos de depósito de cosa fungible, el depositario está obligado a conservar el tantundem, o suma igual en cantidad y calidad a la recibida en depósito, a disposición del depositante en todo momento de la duración del contrato. La quiebra de este principio en el depósito de dinero a la vista es lo que causa, de acuerdo con los autores de la escuela austríaca de economía, los ciclos económicos de auge y recesión.[3]
- Obligación de restitución: Implica restituir la cosa cuando el depositante, sus herederos (en caso de fallecimiento) o la persona designada en el contrato lo soliciten. Si existiera plazo y en caso de no haber reclamado el depositante la devolución, ésta se hará al finalizar dicho plazo.

### Obligaciones del depositante
Aunque el depósito, por opinión mayoritaria de la doctrina, es unilateral y por ello sólo crea obligaciones para el depositario, a lo largo del período del contrato pueden surgir obligaciones para el depositante. Es esto lo que ha llevado a sectores doctrinales a reconsiderar la clasificación tradicional por la que un contrato real tal y como es el depósito es a su vez contrato unilateral, surgiendo la concepción de contrato bilateral imperfecto o ex post facto.
Las obligaciones del depositante son las siguientes:
- Abonar al depositario los gastos en que haya incurrido para la conservación de la cosa objeto del contrato, e indemnizarle los perjuicios ocasionados por el depósito.
- Sólo en caso de que el depósito sea remunerado, deberá el depositante pagar la retribución al depositario.